# Фалькао, Пауло Роберто
Па́уло Робе́рто Фалька́о (порт.-браз. Paulo Roberto Falcão; 16 октября 1953, Абеларду-Лус, штат Санта-Катарина) — бразильский футболист, полузащитник. Выступал за сборную Бразилии. Был капитаном сборной Бразилии. Дважды признавался лучшим футболистом в Бразилии. После окончания карьеры работал тренером. Работал телекомментатором на канале Rete Globo. Входит в ФИФА 100. По опросу МФФИИС занимает 31 место среди лучших футболистов Южной Америки XX века. Занимает 84 место среди лучших футболистов XX века по версии World Soccer. Занимает 39 место среди лучших игроков XX века по версии Guerin Sportivo и 36 место среди ста лучших футболистов XX века по версии Placar.

## Биография
Фалькао родился в семье шофёра Бенто Фалькао и швеи Азизе в городе Абеларду-Лус штата Санта-Катарина. При этом его мать была итальянкой, чьи предки прибыли в Бразилию из Кантабрии. Когда ему было 2 года, его семья переехала в город Каноас штат Риу-Гранди-ду-Сул, где он начал играть в футбол. В возрасте 10-ти лет Фалькао пришёл в школу клуба «Интернасьонал», одного из лидеров футбола штата Риу-Гранди. «Интер» Фалькао предпочёл другому лидеру штата — «Гремио». Семья Фалькао была очень бедной, а потому, чтобы добираться до тренировочной базы, бразилец был вынужден собирать бутылки или помогать на стройках, поднося кирпичи, на вырученные деньги покупать билет на автобус. В 1973 году Фалькао выиграл в составе «Интера» Кубок Сан-Паулу среди юношей, в финале которого была повержена «Понте Прета».

### Клубная карьера
В 1973 году главный тренер «Интера», Дино Сани, вызвал Фалькао в основной состав команды. Молодой футболист, по его задумке, должен был стать одним из двух опорных полузащитников «Интера», игравшего по схеме 4-2-4. За подписание контракта Фалькао заработал 10 тыс. крузейро (500 долларов), с месячной зарплатой в 1 тыс. крузейро (менее 50 долларов). Первые два сезона Фалькао постепенно вводился в основной состав команды. В эти годы на него особенно сильное влияние оказал партнёр по центру поля, Пауло Сезар Карпежиани, который на правах более опытного товарища взял Фалькао под свою опеку. После 1975 года Фалькао стал лидером клуба, выигравшего чемпионат Бразилии. Особенно хорошо полузащитник взаимодействовал с форвардом команды Валдомиро, которому отдавал длинные передачи «на ход», благодаря чему Валдомиро забил множество голов. На следующий год Фалькао был вызван в состав сборной Бразилии и выиграл свой второй титул чемпиона страны.
В 1978 году Фалькао выиграл Золотой мяч, вручаемый лучшему футболисту Бразилии, а через год повторил этот успех, присовокупив к нему третью победу в чемпионате страны, в котором «Интер» не проиграл ни одного матча. В том же году Фалькао занял второе место в списке лучших игроков Южной Америки, уступив только Диего Марадоне. Однако в том же году у клуба начались финансовые проблемы: покупка новых игроков, за которых были заплачены большие деньги, не принесла дивидендов. Руководство «Интера» приняло решение продать своих лидеров и за вырученные деньги покрыть издержки. Продажа лучшего игрока страны, Фалькао, стояла в этом списке на первом месте. За бразильским полузащитником начали «охотиться» ведущие европейские клубы, включая «Наполи», «Милан», «Реал Мадрид», «Ноттингем Форест» и «Рому». Летом 1980 года Фалькао стал игроком «Ромы», заплатившей за трансфер бразильца 1,7 млн долларов. 6 августа 1980 года Фалькао провёл прощальный матч за «Интернасьонал» с уругвайским «Насьоналем» в Кубке Либертадорес.

«Мы не проиграли команде. Мы проиграли величайшему игроку в мире». — Футболисты «Палмейраса». 1979 год
Главной трансферной целью римского клуба был другой бразилец, Зико, которого хотел видеть в своих рядах президент клуба, Дино Виола. Зико даже летал в Рим, был на вилле у Виолы, на сделку был готов и «Фламенго», где играл Зико, однако из-за причин политического характера сделка не состоялась. После этого, главный тренер «Ромы», Нильс Лидхольм предложил Виоле купить Фалькао. Президент был против из-за слабого физического состояния игрока, однако после просмотра кассет, принесённых Лидхольмом, согласился на сделку. 26 июня 1980 года Фалькао подписал контракт с «Ромой», уведя игрока у «Милана», который был выслан в серию В после коррупционного скандала. Прилёт Фалькао в аэропорту встречали 3 тыс. болельщиков. Спустя 3 месяца в Италии, Фалькао выучил итальянский язык и смог управлять партнёрами по команде.

«Говорят, что один игрок не выиграет чемпионат. Но Фалькао 79 был почти в этом уверен». — Луис Фернанду Вериссиму. Писатель
Фалькао дебютировал в составе «Ромы» 29 августа в товарищеском матче со своим бывшим клубом, «Интернасьоналем», и забил 2 гола. Лидхольм поставил Фалькао на ту же позицию, что он играл и сам во время своей футбольной карьеры, сам тренер назвал игрока «Переводчиком моего футбола». 19 августа Фалькао сыграл первый матч в чемпионате Италии в матче с «Комо», выигранном римлянами 1:0. В первом сезоне «Рома» с Фалькао выиграл Кубок Италии, а также заняла второе место в Серии А, уступив лишь «Ювентусу». На следующий год клуб стал 3-м в стране. В 1983 году «Рома» стала чемпионом Италии, во второй раз в своей истории. После победного сезона, агент футболиста, Кристофоро Коломбо, при помощи римского политика Джулио Андреотти, который был болельщиком «Ромы», добился повышения заработной платы игроку до 1,2 млр лир; Фалькао стал самым высокоплачеваемым игроком «Ромы». На следующий год «Рома», впервые в своей истории, вышла в финал Кубка европейских чемпионов, перед финалом Коломбо предложил пересмотреть контракт в сторону увеличения до 5 млрд лир за 2 года, однако клуб на сделку не пошёл. В финале турнира с «Ливерпулем» игра дошла до серии пенальти, в которой «Рома» проиграла. Болельщики обвинили футболиста в том, что он специально неудачно играл в финале и не бил 11-метровый. Хотя, по некоторым подсчётам, Фалькао должен был бить 6-м.

«Фалькао, ты был помазан в качестве восьмого царя Рима». — Gazzetta dello Sport
После финала уровень игры Фалькао снизился. Когда он был на приёме у Иоанна Павла II, римского папы, тот просил Фалькао перейти в клуб «Интернационале», однако футболист с вежливостью отверг предложение. 11 ноября 1984 года он получил тяжёлую травму левого колена в дерби с «Лацио», нанесённую ему Лионелло Манфредонией. Фалькао был вынужден улететь в США, где лечился в Колумбийском университете у профессора Эндрюса. В том же году налоговая служба Италии выдвинула против Фалькао обвинение в сокрытии доходов. Фалькао был вызван к налоговому инспектору, но туда не пришёл. 8 июля 1985 года Дино Виола сообщил Фалькао, что клуб расторгает с ним контракт. Фалькао вернулся в Бразилию, где с августа 1985 года стал играть за «Сан-Паулу». В этом клубе он нечасто попадал в состав, из-за плохих отношений с главным тренером команды, Силиньо, а также из-за недолеченной травмы. В первый же год с клубом он выиграл чемпионат штата Сан-Паулу, но сам неудачно выступил в финале, сделав пас на выход один-на-один игроку Эду Марангону, игроку клуба «Португеза Деспортос», но тот попал в перекладину. За «Сан-Паулу» Фалькао провёл 15 матчей и забил один гол. В 1988 году Фалькао завершил карьеру, не выходя на поле более полутора лет.

### Международная карьера

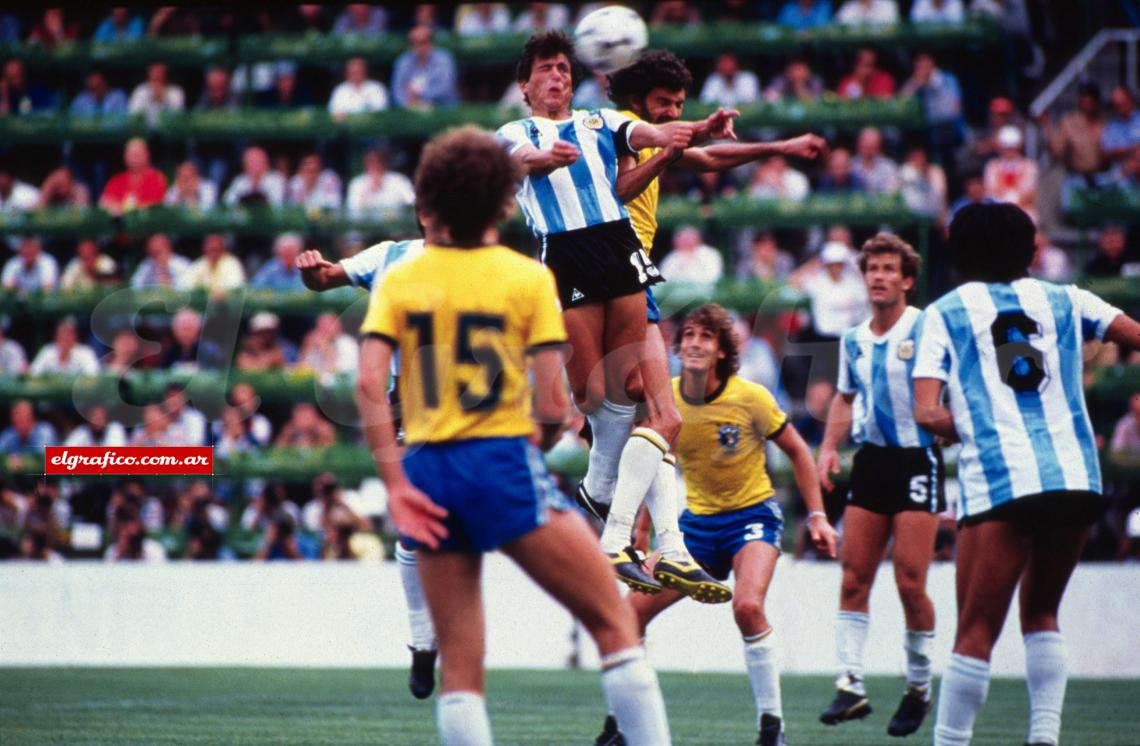
Фалькао (№ 15) в матче чемпионата мира 1982 с Аргентиной

В сборной Бразилии Фалькао дебютировал 27 февраля 1976 года в матче со сборной Аргентины на Кубке Атлантики, завершившимся победой бразильцев со счётом 2:1. В том же году он участвовал в составе сборной на турнире, посвящённом 200-летию независимости США, выигранном бразильцами. После этого соревнования Фалькао стал игроком основы сборной вплоть до матча квалификации к чемпионату мира 1978 с Парагваем, проходившем 20 марта 1977 года. После этого Фалькао перестал вызываться в состав национальной команды. Главный тренер бразильцев Клаудио Коутиньо говорил, что Фалькао был чем-то болен. По неофициальной версии, Коутиньо не вызывал Фалькао в национальную команду из-за того, что тот отказался переходить в клуб «Фламенго», который Коутиньо тренировал одновременно со сборной. По другой версии, Фалькао не подходил под тактическое построение национальной команды, которое практиковал Коутиньо. В 1979 году Коутиньо вернул Фалькао в сборную — в её составе полузащитник играл на Кубке Америки, где бразильцы заняли 3 место.
После Коутиньо сборную возглавил Теле Сантана. Одним из первых решений нового главного тренера стала передача капитанской повязки Фалькао. В 1982 году Фалькао поехал со сборной на чемпионат мира. На этом турнире он был одним из двух игроков сборной Бразилии, не выступавших в то время за один из бразильских клубов. Во время чемпионата он забил 3 мяча в 5 проведённых играх, включая решающий матч с Италией, в котором Фалькао сравнял счёт на 68-й минуте. По итогам официального голосования Фалькао занял второе место в списке лучших игроков того чемпионата. После поражения в Кубке Мира-82, Фалькао на некоторое время впал в депрессию. На следующем чемпионате мира Фалькао провёл 2 игры. Последняя игра на турнире, состоявшаяся 6 июня 1986 года между сборной Бразилии и сборной Алжира, стала последней для Фалькао в составе национальной команды. Всего за сборную Фалькао провёл 34 матча и забил 7 голов.

### Тренерская карьера
После завершения карьеры игрока, Фалькао недолго занимался бизнесом, а затем, в августе 1990 года он начал тренерскую карьеру, возглавив сборную Бразилии. Рикардо Тейшейра, президент Бразильской конфедерации футбола, поставил перед Фалькао задачу собрать новую команду, отказавшись от игроков, неудачно выступивших на чемпионате мира 1990, но при этом сделать так, чтобы в ней играли футболисты лишь из чемпионата Бразилии. 12 сентября, в первом матче под руководством Фалькао, бразильцы проиграли 0:3 Испании в Хихоне. 17 октября 1990 года бразильцы сыграли вничью с Чили 0:0. Фалькао до матча потребовал у клубов предоставить игроков за 3 дня до вылета в Сантьяго, однако клубы предоставили игроков только к дню отлёта. В 1991 году Фалькао занял со сборной 2-е место на Кубке Америки. На этом турнире сборная отличилась крайне неудачной обороной. В матче с будущими победителями, командой Аргентины, бразильцы отметились и недисциплинированностью, получил 3 удаления. В сентябре того же года Фалькао был уволен. Всё же Фалькао добился в сборной и положительных результатов: при нём дебютировал в команде будущие чемпионы мира — Кафу, Марсио Сантос, Леонардо и Мауро Силва. Из Кафу Фалькао сделал правого защитника, амплуа, в котором Кафу стал одним из лучших в мире.
Затем он работал в Мексике c «Америкой». Там его неудачи принято связывать с Уго Санчесом, с которым Фалькао конфликтовал. В декабре 1993 года он возглавил сборную Японии. Несмотря на довольно удачные результаты: Япония под его руководством проиграла два матча, Франции и Южной Кореи (последний матч Фалькао на посту тренера японцев), он был уволен. Причиной тому стали постоянные ссоры Фалькао с местными журналистами, функционерами и игроками его команды.
После завершения тренерской карьеры, Фалькао начал заниматься бизнесом. Он открыл собственную линию одежды, а также комментировал матчи на телеканале Rede Globo и вёл колонку в журнале Zero Ноrо.
10 апреля 2011 года назначен на пост главного тренера клуба «Интернасьонал». Сменил на этом посту Селсо Рота. 18 июля 2011 года президент «Интернасьонала» Жованни Луиджи объявил об увольнении Фалькао c поста главного тренера в связи с неудовлетворительными результатами клуба (8-е место после 10-го тура чемпионата Бразилии 2011 и 10 очков отставания от лидера «Коринтианса»). Временно исполняющим обязанности главного тренера «красных» вместо Фалькао был назначен тренер молодёжной команды (до 23 лет) Осмар Лосс.
7 февраля 2012 года назначен на пост главного тренера «Баии». Контракт подписан сроком на 1 год. Сменил на этом посту ушедшего во «Фламенго» Жоэла Сантану. 19 июля 2012 года Фалькао расторг контракт с «Баией» по обоюдному желанию. При нём команда провела 36 матчей при 16 победах, 10 ничьих и 10 поражениях. Вместо Фалькао «Баию» возглавил Кайо Жуниор.
20 сентября 2015 года назначен на пост главного тренера «Спорта» (Ресифи). 18 апреля 2016 года уволен со своего поста.
12 июля 2016 года Фалькао в третий раз возглавил «Интернасьонал». 9 августа 2016 года, через 2 дня после домашнего матча 19-го тура чемпионата Бразилии-2016 против «Флуминенсе» (2:2), было объявлено, что новым главным тренером «Интернасьонала» стал Селсо Рот.

### Административная карьера
14 ноября 2022 года назначен спортивным директором «Сантоса». Контракт подписан до конца 2023 года. Первым решением Фалькао на новой должности стало одобрение прилашения Одаира Элмана на пост главного тренера Peixe на сезон 2023. 4 августа 2023 года покинул данную должность по собственному желанию после обнародования жалобы по обвинению в сексуальных домогательствах, которые бывший игрок и тренер полностью отрицает.

### Личная жизнь
Фалькао дважды был женат. От первого брака дочь Паулине. Его бывшая жена, Розана Леал Дамасио (брак длился с 1991 по 1997 год), дочь фермеров и экс-супруга тренера Паулу Бомамигу, проживающая с третьим мужем в США, рассказала, что Роберто похитил их сына Пауло Роберто Жуниора: «Пятеро людей ворвались в дом и исчезли с моим сыном. Я спала когда они сломали дверь в мою комнату». Также Розанна сказала, что Пауло Роберто является гомосексуалистом. Однажды, по её словам, когда они проживали в Порту-Алегри, она увидела, что Фалькао принимает душ с мужчиной: «Первой моей мыслью было, что он посмел привести в дом чужую женщину. Но, приглядевшись, я была шокирована ещё больше: это была не женщина!». После нескольких подобных случаев, в 1997 году состоялся развод. После этого интервью, одна из римских газет написала: «А мы называли его „царём Рима“! Выходит, не царь он вовсе, а царица?».
В 2003 году Фалькао женился на журналистке издания Jornal do Almoço, Кристине Рансолин.
20 октября 2007 года суд Сан-Паулу утвердил Фалькао отцом ребёнка, родившимся в 1981 году от романа с итальянкой Марией Флавией Фронтани. По словам адвоката Фалькао, футболист узнал о существовании сына лишь в 1994 году.
Фалькао обвинялся в сексуальных домогательствах: Далва Сандра Перейра, телефонистка Группы RBS, обвинила футболиста, что тот несколько раз заставлял заниматься с ним сексом.
6 октября 2009 года суд высшей инстанции вынес приговор журналу Diário Popular выплатить Фалькао сумму в 50 размеров минимальных зарплат, за то что он предположил возможность негетеросексуальной ориентации футболиста, из-за чего пострадали его честь и достоинство. До этого суд штата Риу-Гранди-ду-Сул вынес такое же решение. Также журнал должен выплатить Фалькао 200 тыс. долларов за издержки.

## Статистика выступлений
| 1973/1974 | Интернасьонал | Серия А | 34 | 0 | 0 | 0 | ? | ? | ? | ? |
| 1974      | Интернасьонал | Серия А | 21 | 2 | 0 | 0 | ? | ? | ? | ? |
| 1975      | Интернасьонал | Серия А | 19 | 1 | 0 | 0 | ? | ? | ? | ? |
| 1976      | Интернасьонал | Серия А | 15 | 5 | 0 | 0 | ? | ? | ? | ? |
| 1977/1978 | Интернасьонал | Серия А | 9  | 0 | 0 | 0 | ? | ? | ? | ? |
| 1978      | Интернасьонал | Серия А | 27 | 5 | 0 | 0 | ? | ? | ? | ? |
| 1979      | Интернасьонал | Серия А | 20 | 4 | 0 | 0 | ? | ? | ? | ? |
| 1980      | Интернасьонал | Серия А | 13 | 3 | 0 | 0 | ? | ? | ? | ? |
| 1980/1981 | Рома          | Серия А | 25 | 3 | 5 | 0 | 2 | 1 |   |   |
| 1981/1982 | Рома          | Серия А | 24 | 6 | 2 | 0 | 4 | 0 |   |   |
| 1982/1983 | Рома          | Серия А | 27 | 7 | 4 | 1 | 8 | 0 |   |   |
| 1983/1984 | Рома          | Серия А | 27 | 5 | 8 | 0 | 8 | 1 |   |   |
| 1984/1985 | Рома          | Серия А | 4  | 1 | 3 | 0 | 1 | 0 |   |   |
| 1985      | Сан-Паулу     | Серия А | 0  | 0 | 0 | 0 | ? | ? | ? | ? |
| 1986      | Сан-Паулу     | Серия А | 0  | 0 | 0 | 0 | ? | ? | ? | ? |
| 1987      | Сан-Паулу     | Серия А | 0  | 0 | 0 | 0 | ? | ? | ? | ? |
| 1988      | Сан-Паулу     | Серия А | 0  | 0 | 0 | 0 | ? | ? | ? | ? |

Под прочими турнирами имеются в виду бразильские соревнования штатов

## Достижения

### Как игрок

#### Командные
- Чемпион штата Риу-Гранди-ду-Сул: 1973, 1974, 1975, 1976, 1978
- Чемпион Бразилии: 1975, 1976, 1979
- Обладатель Кубка Рока: 1976
- Обладатель Кубка Атлантики: 1976
- Обладатель Кубка Италии: 1981, 1984
- Чемпион Италии: 1983
- Чемпион штата Сан-Паулу: 1985, 1987

#### Личные
- Обладатель Серебряного мяча Бразилии: 1975, 1978, 1979
- Футболист года в Бразилии: 1978, 1979

### Как тренер

#### Командные
- Чемпион штата Риу-Гранди-ду-Сул: 2011